# Mill Stream Glacier
Mill Stream Glacier är ett vattendrag i Antarktis. Det ligger i Östantarktis. Nya Zeeland gör anspråk på området.